# The Night Flight Orchestra
A The Night Flight Orchestra svéd hard/progresszív rock/AOR együttes.

## Története
2007-ben alapította a Soilwork két tagja, Björn Strid és David Andersson. Felfogadták maguk mellé Sharlee D'Angelo basszusgitárost (Arch Enemy, Spiritual Beggars), Richard Larsson billentyűst (Von Benzo) és Jonas Källsbäck dobost (Mean Streak).  Céljuk az volt, hogy a klasszikus hetvenes/nyolcvanas évekbeli rock hangzást adják vissza zenekarukkal. Első nagylemezük 2012. június 18-án jelent meg, az olasz Coroner Records gondozásában. Első koncertjüket 2013. augusztus 1-jén tartották, Lidköpingben.  Második albumukat 2015. június 9-én dobták piacra, szintén a Coroner Records gondozásában, a 2017-es és 2018-as nagylemezeiket viszont már a Nuclear Blast jelentette meg.  Új albumuk reklámozása érdekében 2018. december 11-én Magyarországon is felléptek. 2020-ban újból felléptek volna Magyarországon, a One Desire együttessel, de a koncert végül elmaradt.

## Tagjai
- Björn Strid - ének (2007-)
- David Andersson - gitár (2007-)
- Sharlee D'Angelo - basszusgitár (2007-)
- Richard Larsson - billentyűk (2007-)
- Jonas Källsbäck - dob (2007-)
- Sebastian Forslund - konga, ütős hangszerek, gitár (2014-)
- Anna-Mia Bonde - vokál (2017-)
- Anna Brygård - vokál (2017-)

## Diszkográfia
- Internal Affairs (2012)
- Skyline Whispers (2015)
- Amber Galactic (2017)
- Sometimes the World Ain't Enough (2018)
- Aeromantic (2020)[7]